# Lețcani
Lețcani is een Roemeense gemeente in het district Iași.
Lețcani telt 6805 inwoners.